# Día de los Orangemen
El Duodécimo (también llamado el Glorioso Duodécimo o Día de los Orangemen) es una celebración protestante del Ulster que se celebra el 12 de julio. Se celebró por primera vez a finales del siglo XVIII en Úlster. Celebra la Revolución Gloriosa de 1688 y la victoria del rey protestante Guillermo de Orange sobre el rey católico Jaime II en la batalla del Boyne (1690), que inició la hegemonía protestante sobre Irlanda.
El 12 de julio y los días en torno a esa fecha, se celebran grandes desfiles a cargo de las bandas de música de la Orden de Orange y de los Lealistas del Ulster, las calles se decoran con banderas y banderines de la Union Jack y se encienden enormes hogueras en conmemoración de las balizas que guiaron al príncipe Guillermo hasta Carrickfergus. En la actualidad, el 12 de junio se celebra principalmente en Irlanda del Norte, donde es un día festivo, pero se realizan celebraciones más pequeñas en otros países, como Escocia, Australia y Canadá, donde se han establecido logias de Orange.
En el Úlster, donde aproximadamente la mitad de la población es de origen protestante y la mitad de origen católico, la Duodécima ha estado acompañada de violencia desde sus inicios. Muchos ven a la Orden de Orange y sus marchas como sectarias, triunfalistas y supremacistas. La Orden también es políticamente una organización unionista / leal. La violencia relacionada con la Duodécima en Irlanda del Norte empeoró durante el conflicto etnopolítico de 30 años conocido como los Troubles. El conflicto de Drumcree es la disputa más conocida que involucra a las marchas de Orange.
Recientemente se ha intentado restar importancia a los aspectos políticos de las marchas y presentar la Duodécima como un evento cultural y familiar en el que los turistas son bienvenidos.
Cuando el 12 de julio cae en domingo, los desfiles se llevan a cabo el lunes 13. 